# Vườn quốc gia Lomami
Vườn quốc gia Lomami (tiếng Pháp: Parc National de la Lomami) là một vườn quốc gia nằm ở Cộng hòa Dân chủ Congo. Nằm trong lưu vực trung lưu của sông Lomami, vườn này thuộc các tỉnh Tshopo và Maniema và chồng chéo một chút vào khu rừng của lưu vực các con sông Tshuapa và Lualaba. Được thành lập vào ngày 7 tháng 7 năm 2016, đây là vườn quốc gia thứ 9 tại Cộng hòa Dân chủ Congo và là vườn quốc gia đầu tiên được thành lập kể từ năm 1992.
Lomami có diện tích 8.879 km² (887.900 hecta) của những cánh rừng mưa nhiệt đới vùng đất thấp, các đảo trảng cỏ ở phía nam và những ngọn đồi thấp phía tây. Đây là nơi sinh sống của một số loài đặc hữu trên toàn quốc bao gồm Tinh tinh lùn, Hươu đùi vằn, Công Congo và một loài linh trưởng mới được phát hiện là Khỉ Lesula cùng loài Khỉ Dryas cực kỳ quý hiếm được biết đến với tên địa phương là Inoko. Một quần thể quan trọng của loài voi rừng châu Phi vẫn được bảo vệ ở phía bắc của vườn quốc gia.

## Lịch sử
Phạm vi phía đông nam của loài Tinh tinh lùn (một loài đặc hữu của Congo chỉ được tìm thấy bên bờ trái sông Congo) đã được nghiên cứu cho đến năm 2007. Hình ảnh vệ tinh của khu vực này là gần 40.000 km² của những cánh rừng mưa nhiệt đới chưa được khám phá và không có bất kỳ một con đường giao thông, khu dân cư hay khai hoang nông nghiệp nào. Làm việc cùng với tổ chức Lukuru, John và Terese Hart là hai người đã tìm kiếm và nghiên cứu những khu rừng của Cộng hòa Dân chủ Congo từ những năm 1980 đi thuyền độc mộc dọc theo sông Lomami vào tháng 4 năm 2007. Những người trên thuyền đã đặt tên là Khu bảo tồn cảnh quan Tshuapa–Lomami–Lualaba theo tên của ba con sông Tshuapa, Lomami và Lualaba chảy qua khu rừng mà họ vừa khám phá. Họ thấy phần lớn tại bìa rừng đã cạn kiệt các loài động vật lớn khi thịt rừng bị buôn bán thương mại, nhưng vùng lõi của khu rừng vẫn còn rất phong phú. Khu vực này cũng bị đe dọa bởi các thợ săn, nhiều người đến từ những nơi rất xa, thậm chí từ các tỉnh khác để cung cấp cho thị trường thịt rừng ở các thị trấn lớn Kisangani và Kindu.
Sau một cuộc điều tra phối hợp cùng chính quyền địa phương và dân tộc bản địa, nhóm Lukuru tập trung vào khu vực chứa hệ động thực vật phong phú và đa dạng. Trong năm đầu tiên, họ đã gặp một con khỉ mà sau đó đã được xác định là loài Khỉ Lesula. Họ phát hiện ra khu bảo tồn cảnh quan này là nơi cư trú của nhiều loài động vật có nguy cơ tuyệt chủng khác như Hươu đùi vằn, Công Congo, Voi rừng châu Phi, và quần thể linh trưởng Khỉ Dryas hiếm có. Tất cả những phát hiện này cho thấy một rìa phía đông đặc biệt phong phú và thú vị với khu rừng lớn nơi lưu vực trung tâm của sông Congo.
Với các cuộc họp ở làng và thị trấn tiến hành nhiệm vụ tiếp cận với lãnh đạo là bộ trưởng, nghị sĩ và người có thẩm quyền nhằm thành lập một vườn quốc gia. Vào năm 2013, các thống đốc của cả hai tỉnh Maniema và Tshopo đã tuyên bố thành lập các công viên tỉnh khiến cho mọi hoạt động săn bắn trong công viên đều là bất hợp pháp. Vào ngày 7 tháng 7 năm 2016, kết quả của gần một thập kỷ thì vườn quốc gia Lomami đã chính thức được chính phủ Cộng hòa Dân chủ Congo phê chuẩn thành lập.